# Matachia similis
Matachia similis är en spindelart som beskrevs av Forster 1970. Matachia similis ingår i släktet Matachia och familjen Desidae. Inga underarter finns listade i Catalogue of Life.